# Night and Day (벳 미들러의 노래)
"Night and Day (나이트 앤 데이)"는 록샌 시먼(Roxanne Seeman)과 빌리 휴스(Billie Hughes)가 작곡한 1991년 벳 미들러(Bette Midler)의 곡이다. 이 곡은 아리프 마르딘(Arif Mardin이 프로듀싱 하고, Marc Shaiman(마크 샤이먼)이 공동 프로듀서로 참여한 "Some People's Lives" 앨범의 두 번째 싱글이다. "Night and Day"는 아리프 마딘, 빌리 휴스, 그리고 조 마딘(Joe Mardin)이 편곡했으며, 녹음 및 믹싱 엔지니어는 잭 조셉 푸이그(Jack Joseph Puig)가 맡았다. 또한, 이 곡은 일본에서 싱글로도 발매되었다.
"Night and Day"는 2015년 벳 미들러의 발라드 곡들을 모은 앨범 "A Gift of Love"에 수록되기도 하였다. 이 곡은 LA 타임즈 기자 제임스 리드(James Reed)가 2016년 12월 1일자 기사인 "On Bette Midler's birthday, 10 songs that remind us why we fell in love whth her" (벳 미들러의 생일을 맞아, 우리가 그녀에게 빠졌던 이유를 떠오르게 하는 10곡)에서 선정한 10곡 중 하나이기도 하다. 또한, 호주에서 발매된 벳 미들러의 컬렉션 앨범 "3 for One"에도 포함되었다.

## 개요
시먼(Seeman)과 휴스(Hughes)는 빌리 휴스가 부른 "Night and Day"의 데모를 녹음했다. 이후 시먼은 뉴욕으로 가서 이 곡의 데모와 함께 편지를 애틀랜틱 레코드의 A&R 담당자인 툰크 에림(Tunc Erim)에게 전달했다. 일주일 후, 툰크 에림은 시먼을 점심 식사에 초대했고, 그 자리에서  아흐메트 에르테군(Ahmet Ertegun)과 더그 모리스(Doug Morris)가 이 곡을 좋아했으며, 이를 마이크 + 더 메카닉스(Mike + The Mechanics)의 마이크 러더퍼드(Mike Rutherford)에게 들려주고 싶어했다고 전했다. 점심 식사 후, 시먼은 애틀랜틱 레코딩 스튜디오에 있는 아리프 마딘의 사무실을 찾아가 비키 저마이즈(Vicky Germaise)를 만났다. 저마이즈는 시먼에게 데모가 또 있냐고 물었고, 곧바로 데모를 당시 로스앤젤레스에서 벳 미들러의 새 앨범을 프로듀싱 중이던 아리프 마딘에게 보냈다.
"이 노래는 관계를 유지하는 것이 얼마나 어려운지,
그리고 마침내 조화를 이루었을 때 그것이 얼마나 멋진 일인지에 대한 곡이에요."
- 벳 미들러

## 차트 성적
"Night and Day"는 Adult Contemporary (어덜트 컨템포러리)라디오에 먼저 공개되었으며, 빌보드 AC 차트에 15주간 머물렀고, 최고 순위 15위를 기록했다. 이후 메인스트림 라디오에도 발매되었으며, Contemporary Hit Radio(컨템포러리 히트 라디오)차트에서 "Most Added"(가장 많이 추가된 곡) 및 Significant Action"(주목할 만한 곡)으로 선정되었다. "Night and Day"가 빌보드 핫 100 차트에서 상승세를 타던 중, 걸프 전쟁이 발발하면서, 대중의 관심이 첫 번째 싱글인 "From A Distance"로 다시 쏠리게 되었다. 결국, "Night and Day"는 핫 100 차트에 7주간 머물며, 최고 순위 62위를 기록했다.

## 차트
| 차트 (1991)                         | 최고순위 |
| ----------------------------------- | -------- |
| 호주 (ARIA)                         | 84       |
| 뉴질랜드 (Recorded Music NZ)        | 50       |
| 미국 (Billboard Hot 100)            | 62       |
| 미국 Adult Contemporary (Billboard) | 15       |

## TV 프로그램 수록
- 오프라 윈프리의 "International Men's Show"
- VH1's Behind the Music
- One Life to Live
- Another World
- Santa Barbara
- Passions

## 다른 버전
- 빌리 휴스는 일본에서 1위를 한 그의 앨범 Welcome to the Edge에 "Night and Day"를 포함시켰다.
- 일본의 히트 듀오 윙크가 일본 버전의 "Night and Day"를 발매했다.
- 자스민(Jasmine)은 만다린 버전의 "Night and Day"를 발매했다.
- 체리 초이(Cherrie Choi)는 광둥어 버전의 "Night and Day"를 발매했다.